# Parayasa elegantula
Parayasa elegantula är en insektsart som beskrevs av William Lucas Distant. Parayasa elegantula ingår i släktet Parayasa och familjen hornstritar. Inga underarter finns listade i Catalogue of Life.